# A.S. Roma
Associazione Sportiva Roma (có nghĩa là Hiệp hội thể thao Roma), thường được gọi là AS Roma, Roma (phát âm tiếng Ý: [ˈroːma]), là một câu lạc bộ bóng đá có trụ sở tại Roma, Ý. Được thành lập bởi sự hợp nhất vào năm 1927, Roma đã tham gia giải đấu hàng đầu của bóng đá Ý trong suốt thời gian tồn tại, ngoại trừ mùa giải 1951–52. Roma đã ba lần vô địch Serie A vào các mùa giải 1941–42, 1982–83 và 2000–01, cũng như chín danh hiệu Coppa Italia và hai danh hiệu Supercoppa Italiana. Trong các giải đấu châu Âu, Roma đã giành vô địch UEFA Europa Conference League vào mùa 2021–22, Inter-Cities Fairs Cup vào mùa 1960–61 và là á quân European Cup 1983–84 và UEFA Cup 1990–91.
Mười sáu cầu thủ đã vô địch FIFA World Cup khi chơi ở Roma: Attilio Ferraris và Enrique Guaita (1934); Guido Masetti và Eraldo Monzeglio (1934 và 1938); Aldo Donati và Pietro Serantoni (1938); Bruno Conti (1982); Rudi Völler và Thomas Berthold (1990); Aldair (1994); Vincent Candela (1998); Cafu (2002); Daniele De Rossi, Simone Perrotta và Francesco Totti (2006) và Paulo Dybala (2022)
Kể từ năm 1953, Roma đã chơi các trận đấu trên sân nhà tại sân vận động Olimpico, địa điểm mà câu lạc bộ chia sẻ với đối thủ cùng thành phố là Lazio. Với sức chứa hơn 72.000 chỗ ngồi, sân vận động này là sân vận động lớn thứ hai ở Ý, chỉ có San Siro là có thể có nhiều chỗ ngồi hơn. Câu lạc bộ có kế hoạch chuyển đến một sân vận động mới, mặc dù nó vẫn chưa được khởi công xây dựng. Có một đối thủ mạnh ở địa phương, Roma và Lazio tranh nhau trận Derby della Capitale.
Màu sân nhà của câu lạc bộ là đỏ carmine và vàng, khiến Roma có biệt danh là "I Giallorossi" ("Vàng và Đỏ"). Những màu này thường được kết hợp với quần short màu trắng. Huy hiệu câu lạc bộ có hình một con sói cái, nhắc đến huyền thoại sự thành lập của Roma.

## Lịch sử
Associazione Sportiva Roma được thành lập vào mùa hè năm 1927 bởi Italo Foschi, người đã khởi nguồn cho việc hợp nhất ba câu lạc bộ đã tồn tại ở Roma là: Roman, Alba-Audace và Fortitudo. Người mong muốn sự hợp nhất này là nhà độc tài Benito Mussolini, với mong muốn có một đội bóng mạnh ở thủ đô đủ để cạnh tranh với các câu lạc bộ miền Bắc Italia. Chỉ một mình Lazio là câu lạc bộ lớn duy nhất ở Roma vẫn đứng độc lập vì đã có một vị thế nhất định tại thời điểm đó.
Đội thi đấu những mùa bóng đầu tiên tại sân vận động Motovelodromo Appio, trước khi chuyển về khu lao động Testaccio, thi đấu tại sân Campo Testaccio; với đặc điểm là khán đài hoàn toàn bằng gỗ được khánh thành vào tháng 11 năm 1929. Lần đầu tiên Roma để lại dấu ấn của mình là tại mùa giải 1930–31, khi đội giành ngôi á quân và chỉ chịu đứng sau Juventus. Đội trưởng Attilio Ferraris cùng Guido Masetti, Fulvio Bernardini và Rodolfo Volk là những trụ cột của Roma trong giai đoạn này.

### Chức vô địch đầu tiên rồi giai đoạn thoái trào
A.S. Roma giành chức vô địch Serie A lần đầu tiên và một cách khá bất ngờ vào mùa giải 1941–42. Đóng góp cho danh hiệu này phải kể đến 18 bàn thắng của tiền đạo Amedeo Amadei và sự chỉ đạo của huấn luyện viên Alfréd Schaffer. Trong chiến tranh thế giới thứ hai, Roma thi đấu tại sân vận động Partito Nazionale Fascista.
Trong những năm sau cuộc chiến, Roma đã không thể tìm lại vị thế của mình. Đội xếp ở nửa dưới của bảng xếp hạng Serie A trong năm mùa giải liên tiếp, trước khi không tránh khỏi phải xuống chơi tại Serie B vào cuối mùa bóng 1950–51; đây cũng là lần xuống hạng duy nhất của A.S. Roma. Dưới sự dẫn dắt của người sau này sẽ là huấn luyện viên trưởng của đội tuyển Ý, Giuseppe Viani, đội ngay lập tức quay lại Serie A vào năm 1952.
Các danh hiệu tiếp theo mà Roma danh được gồm 1960–61 Cúp các hội chợ liên thành phố (tiền thân của Cúp UEFA) vào năm 1960–61 sau khi đánh bại Birmingham City với tỉ số 4–2 ở chung kết. Đội cũng giành Cúp quốc gia đầu tiên của mình vào năm 1963–64, sau khi vượt qua Torino với tỉ số 1–0 ở trận đấu cuối cùng. Chiếc Cúp quốc gia thứ hai được mang về phòng truyển thống của đội vào năm 1968–69.

### Ba thập niên 1970-2000
Trong suốt thập niên 1970, Roma hiếm khi xuất hiện ở nửa trên của bảng xếp hạng Serie A. Thành tích cao nhất mà đội đạt được là vị trí thứ ba tại giải năm 1974–75. Các cầu thủ xuất sắc đầu quân cho đội tại giai đoạn này có hai tiền vệ Giancarlo De Sisti và Francesco Rocca.
Roma đánh dấu sự trở lại đỉnh cao của mình bằng chức vô địch Coppa Italia năm 1979–80, họ đánh bại Torino ở trận chung kết năm đó sau loạt sút luân lưu. Một năm sau đội giành ngôi á quân tại Seria đứng sau Juventus. Dẫn dắt đội trong giai đoạn này là huấn luyện viên người Thụy Điển Nils Liedholm, người lúc đó sở hữu một đội hình gồm nhiều tài năng như Bruno Conti, Agostino Di Bartolomei, Roberto Pruzzo và Falcão.
Chức vô địch scudetto thứ hai mà Roma đem về thủ đô là vào giải 1982–83, đúng 41 năm sau lần đầu tiên, toàn thành phố tổ chức ăn mừng lớn. Mùa bóng tiếp theo, Roma kết thúc giải ở ngôi vị á quân đồng thời đoạt Coppa Italia, và lọt vào trận chung kết Cúp C1 châu Âu năm đó. Trong trận đấu đó, đội hòa Liverpool với tỉ số 1–1 trong giờ thi đấu chính thức, trước khi thất bại sau loạt sút luân lưu. Đội tiếp tục giành ngôi á quân tại giải Seria A vào mùa bóng 1985–86 và một chiếc Coppa Italia khác nữa trong thập niên 1980 này trước Sampdoria.
Trong thập niên 1990, thành tích của Roma có phần khiêm tốn hơn. Đội một lần nữa lọt vào chung kết một cúp châu Âu khi đối đầu với Inter Milan tại trận chung kết cúp UEFA năm 1991, Roma thất bại trong trận này với tỉ số 1-2 và đành ngậm ngùi giành ngôi á quân; cùng năm đó đội giành được chiếc cúp Quốc gia thứ 7 của mình, rồi dần thoái trào trong suốt thập kỷ với thành tích tốt nhất tại giải vô địch quốc gia chỉ là vị trí hạng tư tại mùa bóng 1997–98.

### Thiên niên kỷ mới

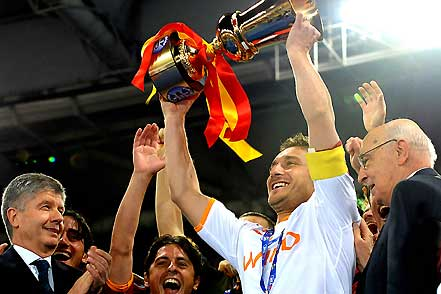
Đội trưởng Francesco Totti, với chiếc cúp Quốc gia năm 2007-08

Roma giành được chức vô địch Serie A thứ ba của mình vào mùa giải 2000–01; đội scudetto chỉ giành được danh hiệu này tại vòng đấu cuối cùng, khi đánh bại Parma với tỉ số 3–1 trên sân nhà, để hơn đội xếp thứ nhì là Juventus đúng hai điểm. Đội trưởng của đội, Francesco Totti, là người góp công lớn cho danh hiệu lần này và có lẽ anh là một trong những cầu thủ vĩ đại nhất trong lịch sử của câu lạc bộ. Các cầu thủ quan trọng khác đóng góp cho thành công năm đó phải kể đến Aldair, Cafu, Gabriel Batistuta và Vincenzo Montella.
Tại mùa giải năm sau, dù rất nỗ lực nhưng Roma đã không thể bảo vệ thành công danh hiệu của mình khi kém Juventus đúng một điểm vào cuối mùa bóng. Đây là khởi đầu cho hàng loạt ngôi á quân mà câu lạc bộ giành được trong thập niên vừa qua.Từ khi huấn luyện viên Spalletti lên nắm đội năm 2005, ông đã biến AS Roma thành một trong những CLB có lối chơi tấn công quyến rũ vào bậc nhất châu Âu. Bất chấp việc không hề dư dả về tài chính như các đại gia của SeriA, AS Roma liên tiếp về nhì trong các mùa 05-06, 06-07, 07-08. Đội bóng đi vào lịch sử với 11 trận thắng liên tiếp ở Seria A mùa bóng 2005-06 trước khi bị Inter phá vỡ ở mùa bóng sau. CLB cũng vào đến tứ kết Champions League 2 năm liên tiếp 2006-07 và 2007-08, trước khi bị loại bởi Manchester United.
Mùa 2008-2009 được coi là thất bại với đội bóng bã trầu khi họ chỉ đứng thứ 6 và phải đá Cúp Europa League mùa 2009-2010. CLB vào đến vòng knock-out của Champions League và bị loại bởi Arsenal bằng loạt đá penalty.
Họ khởi đầu mùa bóng 2009-2010 một cách tồi tệ khi thua 2 trận đầu tiên và huấn luyện viên Spalletti đã từ chức. Thay ông là huấn luyện viên Ranieri. Sau khởi đầu chuệch choạc, đội bóng dần lấy lại sức mạnh và dần đạt mục tiêu trong top 3, khi mùa giải sắp kết thúc.
Mùa giải 2010-2011 cũng là một mùa bóng đáng thất vọng khác khi A.S. Roma chỉ về thứ 6 chung cuộc và xếp sau đại kình địch Lazio ở vị trí thứ 5. Ở Champions League, đội bóng bị loại bởi Shaktar Donetsk của Ukraina. Huấn luyện viên Claudio Ranieri bị sa thải và thay cho ông là Vicenzo Montella. Năm 2011 Roma có ông chủ mới người Mỹ là Di Benedetto.
Mùa giải 2021-2022 chứng kiến khởi đầu trong mơ của AS Roma với HLV Jose Mourinho. Đội đã duy trì mạch chiến thắng 4 trận liên tiếp ở đầu mùa giải. Bằng lối chơi thực dụng của Jose Mourinho, đội đã vô địch cúp Europa Conference League lần đầu tiên, giúp đội giải cơn khát cúp Châu Âu và có vé dự Europa League.
Mùa giải 2022-2023 chứng kiến các trận thắng đầu mùa. Nhưng sau đó, đội thua trước các đối thủ cạnh tranh như Inter Milan, Atalanta. Đội phải hy vọng vào cúp Châu Âu để dự Champions League. Nhưng đội đã thua trước Sevilla ở chung kết trên chấm luân lưu một cách đầy tranh cãi và chỉ dự Europa League mùa sau.
Mùa 2023-2024 chứng kiến các hợp đồng chất lượng đổ dồn về AS Roma với hy vọng dự Champions League mùa tới

## Cầu thủ

### Đội hình hiện tại
Tính đến 4 tháng 2 năm 2025.
Ghi chú: Quốc kỳ chỉ đội tuyển quốc gia được xác định rõ trong điều lệ tư cách FIFA. Các cầu thủ có thể giữ hơn một quốc tịch ngoài FIFA.
| Số | VT | Quốc gia    | Cầu thủ                                 |
| -- | -- | ----------- | --------------------------------------- |
| 2  | HV | Hà Lan      | Devyne Rensch                           |
| 3  | HV | Tây Ban Nha | Angeliño                                |
| 4  | TV | Ý           | Bryan Cristante (đội trưởng thứ 3)      |
| 5  | HV | Bờ Biển Ngà | Evan Ndicka                             |
| 7  | TV | Ý           | Lorenzo Pellegrini (đội trưởng)         |
| 11 | TĐ | Ukraina     | Artem Dovbyk                            |
| 12 | HV | Ả Rập Xê Út | Saud Abdulhamid                         |
| 14 | TĐ | Uzbekistan  | Eldor Shomurodov                        |
| 15 | HV | Đức         | Mats Hummels                            |
| 16 | TV | Argentina   | Leandro Paredes                         |
| 17 | TV | Pháp        | Manu Koné (cho mượn từ Mönchengladbach) |
| 18 | TĐ | Argentina   | Matías Soulé                            |
| 19 | HV | Thổ Nhĩ Kỳ  | Zeki Çelik                              |

| Số | VT | Quốc gia    | Cầu thủ                                             |
| -- | -- | ----------- | --------------------------------------------------- |
| 21 | TĐ | Argentina   | Paulo Dybala                                        |
| 23 | HV | Ý           | Gianluca Mancini (đội phó)                          |
| 25 | HV | Đan Mạch    | Victor Nelsson (cho mượn từ Galatasaray)            |
| 27 | TV | Pháp        | Lucas Gourna-Douath (cho mượn từ Red Bull Salzburg) |
| 34 | HV | Hà Lan      | Anass Salah-Eddine                                  |
| 35 | TĐ | Ý           | Tommaso Baldanzi                                    |
| 56 | TV | Bỉ          | Alexis Saelemaekers (cho mượn từ Milan)             |
| 61 | TV | Ý           | Niccolò Pisilli                                     |
| 66 | HV | Tây Ban Nha | Buba Sangaré                                        |
| 89 | TM | Ý           | Renato Marin                                        |
| 92 | TĐ | Ý           | Stephan El Shaarawy                                 |
| 95 | TM | Ý           | Pierluigi Gollini                                   |
| 99 | TM | Serbia      | Mile Svilar                                         |

### Đội trẻ
Ghi chú: Quốc kỳ chỉ đội tuyển quốc gia được xác định rõ trong điều lệ tư cách FIFA. Các cầu thủ có thể giữ hơn một quốc tịch ngoài FIFA.
| Số | VT | Quốc gia | Cầu thủ           |
| -- | -- | -------- | ----------------- |
| 60 | TV | Thụy Sĩ  | Alessandro Romano |
| 70 | TM | Hoa Kỳ   | Giorgio De Marzi  |
| 72 | HV | Ý        | Federico Nardin   |

| Số | VT | Quốc gia | Cầu thủ            |
| -- | -- | -------- | ------------------ |
| 73 | TM | Ý        | Alessio Marcaccini |
| 76 | HV | Slovenia | Lovro Golič        |

### Cho mượn
Ghi chú: Quốc kỳ chỉ đội tuyển quốc gia được xác định rõ trong điều lệ tư cách FIFA. Các cầu thủ có thể giữ hơn một quốc tịch ngoài FIFA.
| Số | VT | Quốc gia    | Cầu thủ                                                      |
| -- | -- | ----------- | ------------------------------------------------------------ |
| 8  | TV | Ý           | Edoardo Bove (tại Fiorentina đến 30 tháng 6 năm 2025)        |
| 9  | TĐ | Anh         | Tammy Abraham (tại Milan đến 30 tháng 6 năm 2025)            |
| 20 | TĐ | Na Uy       | Ola Solbakken (tại Empoli đến 30 tháng 6 năm 2025)           |
| 22 | HV | Tây Ban Nha | Mario Hermoso (tại Bayer Leverkusen đến 30 tháng 6 năm 2025) |
| 24 | HV | Albania     | Marash Kumbulla (tại Espanyol đến 30 tháng 6 năm 2025)       |
| 26 | HV | Thụy Điển   | Samuel Dahl (tại Benfica đến 30 tháng 6 năm 2025)            |
| 28 | TV | Pháp        | Enzo Le Fée (tại Sunderland đến 30 tháng 6 năm 2025)         |
| 44 | TĐ | Ý           | Luigi Cherubini (tại Carrarese đến 30 tháng 6 năm 2025)      |
| 55 | TV | Gambia      | Ebrima Darboe (tại Frosinone đến 30 tháng 6 năm 2025)        |

| Số | VT | Quốc gia    | Cầu thủ                                                     |
| -- | -- | ----------- | ----------------------------------------------------------- |
| 59 | TV | Ba Lan      | Nicola Zalewski (tại Inter Milan đến 30 tháng 6 năm 2025)   |
| —  | TM | Ý           | Davide Mastrantonio (tại Triestina đến 30 tháng 6 năm 2025) |
| —  | HV | Tây Ban Nha | Jan Oliveras (tại Dinamo Zagreb đến 30 tháng 6 năm 2025)    |
| —  | HV | Ý           | Matteo Plaia (tại Perugia đến 30 tháng 6 năm 2025)          |
| —  | HV | Ý           | William Feola (tại Como đến 30 tháng 6 năm 2025)            |
| —  | TV | Ý           | Riccardo Pagano (tại Catanzaro đến 30 tháng 6 năm 2025)     |
| —  | TĐ | Ý           | Manuel Nardozi (tại Parma đến 30 tháng 6 năm 2025)          |
| —  | TĐ | Argentina   | Ricardo Solbes (tại Empoli đến 30 tháng 6 năm 2025)         |

### Số áo vinh danh
Kể từ năm 2017, Roma đã không cấp áo đấu số 10 để kỷ niệm Francesco Totti, người đã nghỉ thi đấu từ năm 2017. Lẽ ra sẽ được cấp cho Paulo Dybala vào năm 2022, nhưng Dybala đã chọn số 21 thay vì số 10.
Ghi chú: Quốc kỳ chỉ đội tuyển quốc gia được xác định rõ trong điều lệ tư cách FIFA. Các cầu thủ có thể giữ hơn một quốc tịch ngoài FIFA.
| Số | VT | Quốc gia | Cầu thủ                     |
| -- | -- | -------- | --------------------------- |
| 10 | TĐ | Ý        | Francesco Totti (1993–2017) |

## Huấn luyện viên trưởng
| Name              | Nationality | Years   |
| ----------------- | ----------- | ------- |
| William Garbutt   | Anh         | 1927–29 |
| Guido Baccani     | Ý           | 1929–30 |
| Herbert Burgess   | Anh         | 1930–32 |
| Lászlo Barr       | Hungary     | 1932–33 |
| Lajos Kovács      | Hungary     | 1933–34 |
| Luigi Barbesino   | Ý           | 1934–38 |
| Guido Ara         | Ý           | 1938–39 |
| Alfréd Schaffer   | Hungary     | 1939–42 |
| Géza Kertész      | Hungary     | 1942–43 |
| Guido Masetti     | Ý           | 1943–45 |
| Giovanni Degni    | Ý           | 1945–47 |
| Imre Senkey       | Hungary     | 1947–48 |
| Luigi Brunella    | Ý           | 1948–49 |
| Fulvio Bernardini | Ý           | 1949–50 |
| Adolfo Baloncieri | Ý           | 1950    |
| Pietro Serantoni  | Ý           | 1950    |
| Guido Masetti     | Ý           | 1950–51 |
| Giuseppe Viani    | Ý           | 1951–53 |
| Mario Varglien    | Ý           | 1953–54 |
| Jesse Carver      | Anh         | 1954–56 |
| György Sarosi     | Hungary     | 1956    |
| Guido Masetti     | Ý           | 1956–57 |
| Alec Stock        | Anh         | 1957–58 |

| Name                 | Nationality | Years   |
| -------------------- | ----------- | ------- |
| Gunnar Nordahl       | Thụy Điển   | 1958–59 |
| György Sarosi        | Ý           | 1959–60 |
| Alfredo Foni         | Ý           | 1960–61 |
| Luis Carniglia       | Argentina   | 1961–63 |
| Naim Kryeziu         | Albania     | 1963    |
| Alfredo Foni         | Ý           | 1963–64 |
| Luis Miró            | Tây Ban Nha | 1964–65 |
| Juan Carlos Lorenzo  | Argentina   | 1965–66 |
| Oronzo Pugliese      | Ý           | 1966–68 |
| Helenio Herrera      | Argentina   | 1968–70 |
| Luciano Tessari      | Ý           | 1970    |
| Helenio Herrera      | Argentina   | 1971–72 |
| Tonino Trebiciani    | Ý           | 1972–73 |
| Nils Liedholm        | Thụy Điển   | 1974–77 |
| Gustavo Giagnoni     | Ý           | 1978–79 |
| Ferruccio Valcareggi | Ý           | 1979–80 |
| Nils Liedholm        | Thụy Điển   | 1980–84 |
| Sven-Göran Eriksson  | Thụy Điển   | 1984–86 |
| Angelo Sormani       | Ý           | 1986–88 |
| Nils Liedholm        | Thụy Điển   | 1988    |
| Luciano Spinosi      | Ý           | 1988–89 |
| Gigi Radice          | Ý           | 1989–90 |
| Ottavio Bianchi      | Ý           | 1990–92 |

| Name                 | Nationality               | Years     |
| -------------------- | ------------------------- | --------- |
| Vujadin Boškov       | Cộng hòa Liên bang Nam Tư | 1992–93   |
| Carlo Mazzone        | Ý                         | 1993–96   |
| Carlos Bianchi       | Argentina                 | 1996      |
| Nils Liedholm        | Thụy Điển                 | 1996      |
| Ezio Sella           | Ý                         | 1996      |
| Zdeněk Zeman         | Séc                       | 1997–99   |
| Fabio Capello        | Ý                         | 1999–04   |
| Cesare Prandelli     | Ý                         | 2004      |
| Rudi Völler          | Đức                       | 2004      |
| Luigi Delneri        | Ý                         | 2004–05   |
| Bruno Conti          | Ý                         | 2005      |
| Luciano Spalletti    | Ý                         | 2005–09   |
| Claudio Ranieri      | Ý                         | 2009–11   |
| Vincenzo Montella    | Ý                         | 2011      |
| Luis Enrique         | Tây Ban Nha               | 2011–12   |
| Zdeněk Zeman         | Séc                       | 2012–13   |
| Aurelio Andreazzoli  | Ý                         | 2013      |
| Rudi Garcia          | Pháp                      | 2013–16   |
| Luciano Spalletti    | Ý                         | 2016–17   |
| Eusebio Di Francesco | Ý                         | 2017–19   |
| Claudio Ranieri      | Ý                         | 2019      |
| Paulo Fonseca        | Bồ Đào Nha                | 2019–21   |
| José Mourinho        | Bồ Đào Nha                | 2021–24   |
| Daniele De Rossi     | Ý                         | 2024      |
| Ivan Jurić           | Croatia                   | 2024      |
| Claudio Ranieri      | Ý                         | 2024–2025 |
| Gian Piero Gasperini | Ý                         | 2025–     |

## Chủ tịch Câu lạc bộ
| Các chủ tịch của AS Roma \| - 1927-1928: Italo Foschi - 1928-1934: Renato Sacerdoti - 1934-1936: Vittorio Scialoja - 1936-1941: Igino Bettini - 1941-1943: Edgardo Bazzini - 1943-1949: Pietro Baldassarre - 1949-1952: Pier Carlo Restagno - 1952-1952: Romolo Vaselli - 1952-1953: Pier Carlo Restagno và Renato Sacerdoti - 1953-1958: Renato Sacerdoti - 1958-1962: Anacleto Gianni - 1962-1965: Francesco Marini-Dettina \| - 1965-1968: Franco Evangelisti - 1968-1969: Francesco Ranucci - 1969-1971: Alvaro Marchini - 1971-1979: Gaetano Anzalone - 1979-1991: Dino Viola - 1991-1991: Flora Viola - 1991-1993: Giuseppe Ciarrapico - 1993-1993: Ciro Di Martino - 1993-2008: Franco Sensi - 2008-2011: Rosella Sensi - 2011-2012: Thomas DiBenedetto - 2012-2020: James Pallotta - 2020-nay: Dan Friedkin \| | |
| - 1927-1928: Italo Foschi - 1928-1934: Renato Sacerdoti - 1934-1936: Vittorio Scialoja - 1936-1941: Igino Bettini - 1941-1943: Edgardo Bazzini - 1943-1949: Pietro Baldassarre - 1949-1952: Pier Carlo Restagno - 1952-1952: Romolo Vaselli - 1952-1953: Pier Carlo Restagno và Renato Sacerdoti - 1953-1958: Renato Sacerdoti - 1958-1962: Anacleto Gianni - 1962-1965: Francesco Marini-Dettina | - 1965-1968: Franco Evangelisti - 1968-1969: Francesco Ranucci - 1969-1971: Alvaro Marchini - 1971-1979: Gaetano Anzalone - 1979-1991: Dino Viola - 1991-1991: Flora Viola - 1991-1993: Giuseppe Ciarrapico - 1993-1993: Ciro Di Martino - 1993-2008: Franco Sensi - 2008-2011: Rosella Sensi - 2011-2012: Thomas DiBenedetto - 2012-2020: James Pallotta - 2020-nay: Dan Friedkin |

## Màu áo, biệt danh và biểu trưng
Màu cờ truyền thống của A.S. Roma là sự kết hợp giữa hai màu đỏ hạt dẻ và màu vàng kim loại, đây cũng là màu truyền thống của thành phố Vĩnh cửu Roma. Màu vàng tượng trưng cho Đức chúa trong đạo Thiên chúa giáo La Mã, còn màu hạt dẻ tượng trưng cho quyền lực của các Hoàng đế La Mã. Đội thường mặc áo màu hạt dẻ với quần trắng và tất đen, nhưng trong các trận đấu quan trọng, đội thường chọn trang phục cùng một gam màu làm trang phục thi đấu chính.
Màu áo truyền thống của A.S. Roma trùng với màu áo của Roman Football Club; một trong ba câu lạc bộ đã được sáp nhập vào năm 1927 để tạo thành đội bóng Roma ngày nay. Vì màu áo của mình, đội bóng cũng thường được gọi là i giallorossi có nghĩa là vàng-đỏ. Trang phục phụ của Roma thường là màu trắng, còn trang phục thứ ba thay đổi theo thời gian.
Một biệt danh khác có phần dân dã hơn của đội là i lupi (những con sói), con vật luôn có mặt trên biểu trưng của câu lạc bộ dù nó được thay đổi tương đối nhiều lần trong lịch sử. Hiện nay biểu trưng của câu lạc bộ tương đối giống biểu trưng mà đội sử dụng khi mới thành lập. Gồm hình ảnh một con sói cái cho hai đứa trẻ bú (Romulus và Remus), thể hiện truyền thuyết về sự thành lập thành Roma.
Theo truyền thuyết, hai anh em sinh đôi Romulus và Remus (con trai của thần Mars và Rhea Silvia) đã bị quẳng xuống sông Tiber bởi người chú của họ, Amulius. Hai anh em đã được một con sói cứu sống và mang về chăm sóc. Về sau hai người trả thù được Amulius trước khi quay lại tranh chấp với nhau; Romulus giết chết Remus và trở thành vua của thành phố được thành lập mang tên ông, Roma.

### Biểu trưng

giai đoạn đầu
thập niên 1960
thập niên 1970
1979 - 1997
Kỷ niệm 80 năm, 2007
Logo hiện tại

## Thành tích

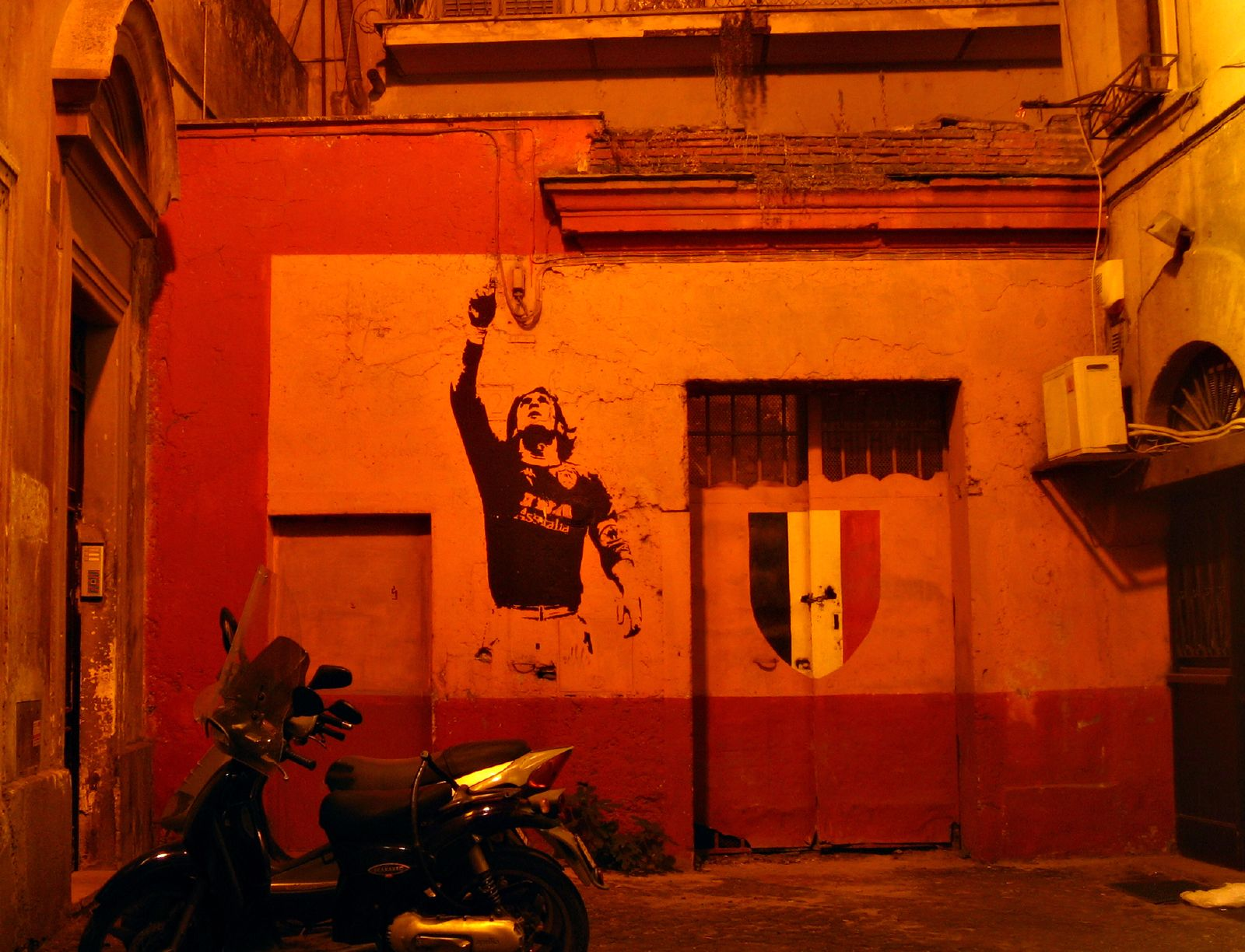
Hình vẽ Francesco Totti trên tường để mừng chức vô địch Serie A 2000–01.

### Danh hiệu quốc nội
Serie A:
- Vô địch (3): 1941–42, 1982–83, 2000–01

 Coppa Italia:
- Vô địch (9): 1963–64, 1968–69, 1979–80, 1980–81, 1983–84, 1985–86, 1990–91, 2006–07, 2007–08

 Siêu cúp bóng đá Ý
- Vô địch (2): 2001; 2007

Serie B
- Vô địch (1): 1951–52

### Danh hiệu quốc tế
- UEFA Europa Conference League/Cúp C3
  - Vô địch (1): 2021–22

## Công ty Roma
Năm 1999, khi Franco Sensi điều hanh câu lạc bộ, Associazione Sportiva Roma được cải tổ thành một công ty cổ phần. Hiện nay, cổ phiếu A.S. Roma được phân bổ như sau: 67,1% do Compagnia Italpetroli SpA (holding của gia đình Sensi) nắm giữ, 2,7% thuộc về Banca Monte dei Paschi di Siena SpA, 2,5% thuộc về Danilo Coppola và 27,7% do các cổ đông nhỏ khác nắm giữ.
Cùng với Lazio và Juventus, i Lupi là một trong ba câu lạc bộ bóng đá Ý có cổ phiếu được giao dịch tại Borsa Italiana (trung tâm giao dịch chứng khoán Italia). Theo báo cáo The Football Money League của hãng kiểm toán Deloitte, tại mùa giải 2005–06, Roma là câu lạc bộ có thu nhập đứng thứ 12 trên thế giới với tổng thu nhập ước tính vào khoảng 127 triệu €.
Ngày 17 tháng 8 năm 2008, chủ tịch và là người sở hữu câu lạc bộ Franco Sensi từ trần sau một thời gian dài mang trọng bệnh; con gái của ông, Rosella, thay cha mình lên nắm quyền điều hành A.S. Roma.